# Alexander Lobnig
Alexander Lobnig (* 18. Juni 1976) ist ein ehemaliger österreichischer Fußballspieler.

## Karriere

### Spielerkarriere
Lobnig begann seine Karriere beim USV St. Peter/Judenburg. Zur Saison 1991/92 wechselte er zum FC Judenburg, bei dem er später auch für die Kampfmannschaft spielte. Zur Saison 1997/98 schloss er sich dem SV Fohnsdorf an. Zur Saison 1998/99 wechselte er zum FC Zeltweg, mit dem er zu Saisonende in die Regionalliga aufstieg. Zur Saison 2000/01 wechselte er zum Ligakonkurrenten Kapfenberger SV. Mit der KSV stieg er 2002 in die zweite Liga auf. Sein erstes und einziges Spiel in der zweithöchsten Spielklasse machte er im März 2003, als er am 25. Spieltag der Saison 2002/03 gegen die SV Mattersburg in der Startelf stand.
Zur Saison 2003/04 wechselte er zum unterklassigen FC Weißkirchen. Im Jänner 2004 wechselte Lobnig zum Landesligisten SV Bad Aussee. Nachdem er 2005 mit Bad Aussee in die Regionalliga aufgestiegen war, verließ er den Verein nach der Saison 2004/05. Nach einem halben Jahr ohne Verein kehrte er im Jänner 2006 zum fünftklassigen FC Weißkirchen zurück. In Weißkirchen absolvierte der Verteidiger vier Partien in der Oberliga. Im Jänner 2007 wechselte er zum sechstklassigen USC St. Georgen/Judenburg. In einem halben Jahr in St. Georgen kam er zu neun Einsätzen in der Unterliga. Zur Saison 2007/08 kehrte er zum Ligakonkurrenten USV St. Peter/Judenburg zurück, bei dem er einst seine Karriere begonnen hatte. Für St. Peter absolvierte er 17 Partien in der sechsthöchsten Spielklasse, ehe er nach der Saison 2007/08 seine Karriere beendete.

### Berufslaufbahn
Nach dem Erhalt seiner Schulbildung in seiner Heimat besuchte er von 1990 bis 1995 den Maschinenbau-Zweig an der HTBLA Zeltweg und begann nach seiner Matura ein Studium der Rechtswissenschaften an der Universität Graz, das er im Jahr 2002 mit dem Grad Mag. iur. abschloss. In weiterer Folge war er neun Monate lang Rechtspraktikant am Oberlandesgericht Graz und danach von 2003 bis 2006 Kommerzkundenbetreuer bei der Steiermärkischen Sparkasse am Standort Knittelfeld. Seit 2006 ist er als Senior Workout Manager, Senior Corporate Risk Manager bzw. Senior Credit Risk Manager bei der Steiermärkischen Sparkasse in Graz im Bereich der Kreditrestrukturierung Kommerz tätig.